# Alfred Ludwig Wieruszowski
Alfred Ludwig Wieruszowski (* 6. Dezember 1857 in Görlitz; † 9. Februar 1945 in Berlin) war ein deutscher Jurist jüdischer Herkunft, Senatspräsident am Oberlandesgericht Köln sowie Professor an der Universität zu Köln.

## Leben
Alfred Ludwig Wieruszowski war das siebente von neun Kindern des jüdischen Kaufmanns Moritz Daniel Wieruszowski und Helena Hentschel. Er studierte in Leipzig und Göttingen Rechtswissenschaften und legte 1879 sein juristisches Staatsexamen ab. Nach dem Ablegen des Assessorexamen 1884 war er zunächst vier Jahre als Hilfsrichter in Altena angestellt, bevor er 1888 als Amtsrichter nach Siegen berufen wurde. Im Juli 1893 ging er als Landrichter nach Elberfeld und 1899 ließ er sich in Köln nieder. Hier war er sieben Jahre als Landgerichtsrat und ab 1906 als Oberlandesgerichtsrat tätig. 1915 wurde er zum Geheimen Justizrat ernannt. 1919 wurde ihm von Rheinischen Friedrich-Wilhelms-Universität Bonn der Titel Dr. jur. hc. verliehen. Von 1921 bis zu seiner Pensionierung am 1. April 1926 war Wieruszowski Senatspräsident am Oberlandesgericht Köln. Während der Weimarer Republik gehörte er der liberaldemokratischen Deutschen Demokratischen Partei (DDP) an.
Ab 1909 war Alfred Wieruszowski als Dozent an der Handelshochschule Köln tätig und übernahm 1920 einen Lehrauftrag als Honorarprofessor für Bürgerliches Recht und Handelsrecht für das kaufmännische und Handelslehrerstudium an der Universität zu Köln. Seit 1924 gehörte er zur Ständigen Deputation des Deutschen Juristentages. Nach der Machtergreifung und wegen Beleidigungen der Nationalsozialisten gegen ihn, legte er am 27. April 1933 seine Professur nieder.
In erster Ehe war er seit 1890 mit der Frauenrechtlerin Jenny Landsberg (1866–1918) verheiratet, deren Onkel Ludwig Bamberger ein enger Vertrauter Ferdinand Lassalles war. Aus dieser Ehe entstammten die Töchter Marie, verh. Oppenheim (1891–1963), Helene Wieruszowski (1893–1978), Clara (1896–1898), Lili (1899–1971), Ruth, verh. Pincus (1910–1993) und ein Sohn, der im Alter von drei Monaten 1892 verstorben ist. Alfred Ludwig Wieruszowski und seine Frau konvertierten vom Judentum zum Protestantismus. Die Töchter wurden protestantisch getauft und erzogen. Das Ehepaar gehörte zu den Initiatoren des Humanistischen Mädchengymnasiums in Köln.
In zweiter Ehe war er seit 1921 mit Frieda Fischer verheiratet. Diese war die Witwe von Adolf Fischer und als Stifterin auch dessen Nachfolgerin als Direktorin des Museums für Ostasiatische Kunst in Köln tätig.
Seine Frau verlor 1937 wegen seiner jüdischen Herkunft ihre Direktorenstelle und erhielt Hausverbot für das Museum. Infolge der Namensänderungsverordnung musste er ab 1939 den zusätzlichen Vornamen Israel annehmen und ab 1941 den Judenstern tragen. Ihr gemeinsames Wohnhaus wurde ab Januar 1943 zu einem sog. Ghettohaus erklärt, in das weitere Juden zugewiesen wurden.
Während Alfred Wieruszowski aus Altersgründen Köln nicht mehr verlassen konnte, gelang seinen Töchtern die Flucht ins Exil: Marie Oppenheim flüchtete nach London, seine Tochter Helene Wieruszowski nach New York, während Lili in Basel und Ruth in Jerusalem Zuflucht suchten.
Der drohenden Deportation entging Wieruszowski wegen seiner „Mischehe“ mit einer „Arierin“ und aufgrund der Unterstützung durch einen evangelischen Geistlichen und den Bonner katholischen Theologen Wilhelm Neuß. Am 20. Oktober 1944 wurden sie dennoch von der Gestapo aus ihrem Haus ausgewiesen und flüchteten nach Dresden, wo sie bei einer ehemaligen Hausgehilfin Linda Arnold Unterschlupf fanden. Sein Gesundheitszustand verschlechterte sich Ende 1944 zusehends, und auf Betreiben der örtlichen NSDAP-Ortsgruppe wurde das Ehepaar aus Dresden verwiesen. Im Januar 1945 kam er in das Jüdische Krankenhaus Berlin, wo er entrechtet und völlig verarmt am 9. Februar 1945 starb, ohne dass ihn seine Frau nochmals besuchen durfte. Alfred Ludwig Wieruszowski wurde am 7. März 1945 auf dem Jüdischen Friedhof Berlin-Weißensee bestattet.
Alfred Ludwig Wieruszowski erhielt mehrere Auszeichnungen; u. a. den Roter Adlerorden IV. Klasse (1914), Rote Kreuz-Medaille III. Klasse (1916) und das Verdienstkreuz für Kriegshilfe (1918).
Neben seiner beruflichen Tätigkeit war er Vorsitzender des Blindenfürsorgevereins sowie Vorsitzender der Ortsgruppe Köln im Allgemeinen Deutschen Sprachverein. Er widmete sich in seiner Freizeit der Goetheforschung. Einen von seiner Ehefrau ersteigerten Goethe-Brief nahm seine Tochter Marie 1933 mit ins Exil und veräußerte ihn, um der jüngsten Tochter Ruth in Jerusalem der Überleben zu sichern.

## Werke (Auswahl)
Alfred Ludwig Wieruszowski veröffentlichte zahlreiche wissenschaftliche Abhandlungen und juristische Kommentare.
zum Eherecht
- Handbuch des Eherechts Band 1: Die allgemeinen Wirkungen der Ehe, Schwann-Verlag, Düsseldorf 1900, 207 Seiten
- Handbuch des Eherechts Band 2: Das eheliche Güterrecht, Schwann-Verlag, Düsseldorf 1904, 627 Seiten

Wirtschaftsrecht
- Die Geschäftsaufsicht, Gloeckner-Verlag, Leipzig 1918
- Die Kriegswuchergesetzgebung. Gloeckner-Verlag, Leipzig 1918
- Die Vergleichsordnung. Gloeckner-Verlag, Leipzig 1927

Theater
- Aus drei Jahrhunderten. Festspiel zum 90. Geburtstag Kaiser Wilhelm I. Siegen 1887.
- Vor fünfzig Jahren! Festspiel zum Dienstjubiläum des Landgerichtspräsidenten Stomps. Elberfeld 1899.

Literatur
- Goethe als Rechtsanwalt. Neubner-Verlag, Köln 1909